# Abronia crux-maltae
Abronia crux-maltae är en underblomsväxtart som beskrevs av Albert Kellogg. Abronia crux-maltae ingår i släktet Abronia och familjen underblomsväxter. Inga underarter finns listade i Catalogue of Life.